# Mezőcsát
Mezőcsát este un oraș în districtul Mezőcsát, județul Borsod-Abaúj-Zemplén, Ungaria, având o populație de 6.236 de locuitori (2011). 

## Demografie
Componența etnică a orașului Mezőcsát
     Maghiari (91,6%)
     Romi (7,8%)
     Necunoscut (0,22%)
     Alții (0,38%)
Componența confesională a orașului Mezőcsát
     Reformați (40,41%)
     Romano-catolici (28%)
     Fără religie (7,63%)
     Necunoscută (22,5%)
     Alte religii (2,39%)
Conform recensământului din 2011, orașul Mezőcsát avea 6.236 de locuitori. Din punct de vedere etnic, majoritatea locuitorilor (91,6%) erau maghiari, cu o minoritate de romi (7,8%). Apartenența etnică nu este cunoscută în cazul a 0,22% din locuitori. Nu există o religie majoritară, locuitorii fiind reformați (40,41%), romano-catolici (28,0%) și persoane fără religie (7,63%). Pentru 22,5% din locuitori nu este cunoscută apartenența confesională.